# Даконо (Колорадо)
Даконо (англ. Dacono) — місто (англ. city) в США, в окрузі Велд штату Колорадо. Населення — 6297 осіб (2020).

## Географія
Даконо розташоване за координатами 40°3′44″ пн. ш. 104°56′59″ зх. д. / 40.06222° пн. ш. 104.94972° зх. д. (40.062154, -104.949614).  За даними Бюро перепису населення США в 2010 році місто мало площу 20,59 км², з яких 20,56 км² — суходіл та 0,04 км² — водойми.

## Демографія
Згідно з переписом 2010 року, у місті мешкали 4152 особи в 1459 домогосподарствах у складі 1074 родин. Густота населення становила 202 особи/км².  Було 1555 помешкань (76/км²).
Расовий склад населення:
| - 77,1 % — білих - 2,1 % — азіатів - 1,0 % — корінних американців - 0,7 % — чорних або афроамериканців - 15,6 % — осіб інших рас |

До двох чи більше рас належало 3,6 %. Частка іспаномовних становила 35,0 % від усіх жителів.
За віковим діапазоном населення розподілялося таким чином: 28,9 % — особи молодші 18 років, 62,0 % — особи у віці 18—64 років, 9,1 % — особи у віці 65 років та старші. Медіана віку мешканця становила 34,2 року. На 100 осіб жіночої статі у місті припадало 97,2 чоловіків;  на 100 жінок у віці від 18 років та старших — 98,3 чоловіків також старших 18 років.
Середній дохід на одне домашнє господарство  становив 61 390 доларів США (медіана — 48 516), а середній дохід на одну сім'ю — 67 546 доларів (медіана — 53 500). Медіана доходів становила 50 504 долари для чоловіків та 31 425 доларів для жінок. За межею бідності перебувало 5,3 % осіб, у тому числі 2,4 % дітей у віці до 18 років та 8,5 % осіб у віці 65 років та старших.
Цивільне працевлаштоване населення становило 2106 осіб. Основні галузі зайнятості: виробництво — 16,5 %, освіта, охорона здоров'я та соціальна допомога — 16,0 %, роздрібна торгівля — 10,2 %, науковці, спеціалісти, менеджери — 10,2 %.